# Frits Stauthamer
Frits Stauthamer (Den Haag, 1938) is een Nederlands beeldhouwer, schilder en industrieel vormgever.

## Leven en werk
Stauthamer is een zoon van Gerardus Maria Constantinus Antonius Stauthamer (1913-1968) en Lucia Agatha Anastasia Flier (1922-1994). Hij is een oomzegger van de beeldhouwer Cephas Stauthamer en kunstenares Josje Smit. Stauthamer werd opgeleid aan de Vrije Academie Psychopolis in Den Haag. Hij maakt onder meer kleinplastiek, vrij werk, speelplastieken en wandschilderingen en verzorgt ruimtelijke vormgeving en landschapsarchitectuur. Hij sloot zich aan bij de Fryske Kultuurried.
Stauthamer is getrouwd met kunstenares Gerda de Ruiter.

## Werken
- Spelende kinderen (1975), Zoetermeer

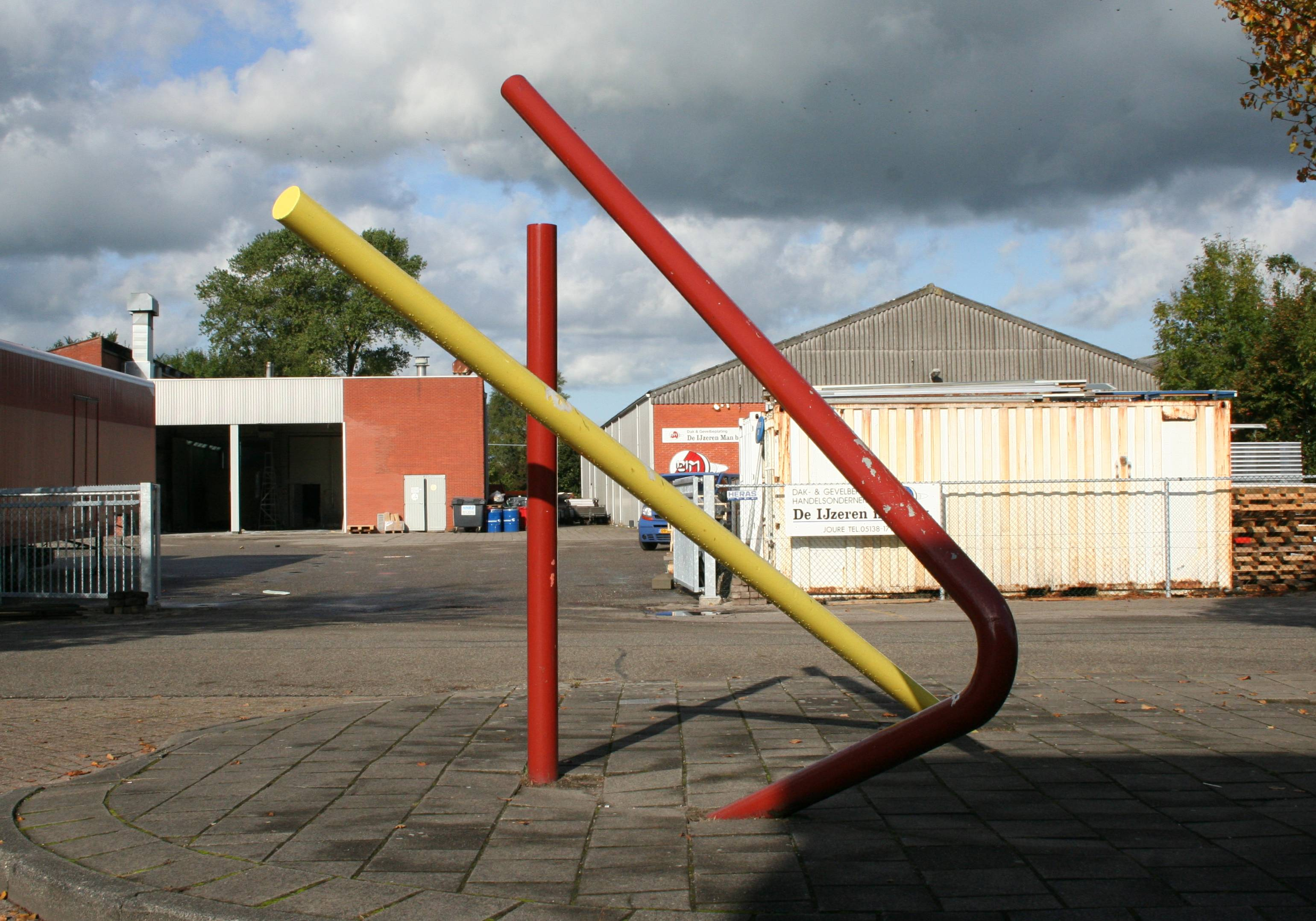
Triangel (1987), Joure

- zonder titel (1977), Kollum
- Triangel (1987), Joure

- RKD-Nederlands Instituut voor Kunstgeschiedenis: 74760